# 李希憲
李 希憲（朝鮮語: 이희헌、イ・ヒホン、1569年6月15日 - 1651年11月28日）は、李氏朝鮮時代の医師、文官。東医宝鑑の印刷出版と許浚等が壬辰倭乱後は翻訳、整理した中国医書の印刷ど出版を監督した。1619年内医院御医に任命され、1641年から1651年までは内医院首医を務めた。字は可正（가정）、雅号は未詳。本貫は羽溪李氏。

## 生涯
1569年（宣祖2）生まれで、一説には1568年（宣祖1）出生まれとの説もある。彼は京畿道広州郡樂生面大庄洞寺洞部落、現在の城南市盆唐区大庄洞出身で、父は文科及第者李戡（1516 - 1583？）であり、母は禮山尹氏または禮泉尹氏ある。祖父は李光軾、曽祖父は李之芳ある。
蔭位の官職に任用、参奉、内医院主簿と司饔院主簿等を歴任した。1592年 - 1597年文禄・慶長の役当時、彼は王世子光海君李琿を随行した。1600年（宣祖34年）式年医科に亞元（2位）合格、内医院医官になって、医書印出監校官に任命された。
1600年た許浚・楊礼寿等が壬辰倭乱の時、火災で焼失した医書を宣祖の王命に復元始作と中国の医書を朝鮮漢字翻訳すると、彼は印刷、出版を監督した。1606年（宣祖39年）9月、医林撮要の編纂時、通訓大夫行内医院主簿に兼監校官となって、他の兼監校官通訓大夫行内医院判官李𢓜と一緒に発行を監督した。1607年（宣祖40年）4月13日内医院內医在職中、彼は王命に安東に派遣されて臥病中だっ柳成龍を受診して調べた。彼は内医院内印刷局を設置し、尹知微などと共に医書の監督官に医書の発行、印刷を監督した。
1608年（宣祖41）1月許浚等が前に王命を受けて1602年に完成した痘瘡集要を編纂したものを内医院で朝鮮語に翻訳、諺解痘瘡集要に出版したとき、彼は通訓大夫行内医院直長に兼監校官がされ、他の兼監校官行内医院副奉事李絡と発行を監督した。
同年1月に許浚等が婦人病と産科の内容を朝鮮語に翻訳して著した「諺解胎産集要」編纂時、彼は通訓大夫行内医院直長として監校官になって、通訓大夫行内医院副奉事李珏と発行を監督した。1608年（宣祖41）行内医院主簿となった。1608年（光海君即位）9月 "医林撮要續集"の編纂時、通訓大夫行内医院主簿に監校官になって通訓大夫行内医院判官李𢓜と発行を共同監督した。同年10月11日定運原從功臣三等に叙勲された。1608年10月26日彼は医書出版功労で申得一等などと一緒に内医院正の昇進任命された。
1612年（光海君4）行内医院僉正の任命、同年陰歷閏月11月、中国六朝時代の高陽生が楽医書「纂圖脈訣」の内容を許浚が王命に朝鮮語式の修正そして抜粋、校正した「纂圖方論脈訣集成1 - 3卷」を発刊したときに、彼は通訓大夫行内医院僉正で、通訓大夫行内医院直長尹知微とともに監校官になって発行を監督した。
1613年（光海君5）許浚が王命を受けて再び「新纂辟瘟方」を編纂するとき行内医院直長に監校官となり、行内医院]直長尹知微とともに監校官に参加した。同年12月に許浚の「辟疫神方」を内医院で楮紙に訓鍊都監活字で出版したときも、彼は行内医院直長に、行内医院副奉事尹知微とともに監校官に参加した。 1613年（光海君5）11月に行内医院直長に在職、当時御医許浚が16年間書いた東医宝鑑を編纂、出版。この時、彼は副奉事尹知微などと一緒に監校官になって東医宝鑑発行を監督した。1614年（光海君6）8月27日、前年文禄・慶長の役当時、世子身分だった光海君の随終功労で衛聖原從功臣三等に叙勲された。1615年（光海君7）2月に行内医院直長を務めている新刊補註釋文黃帝內經素問1 - 12巻の発刊時、彼は監校官に他の兼監校官行内医院直長尹知微とともに発行を監督した。1617年（光海君9）12月行内医院主簿に任命された。
1619年（光海君11）9月6日御医に任命され、王命に東班實職任命の人を受けた。同年12月13日通程の貸付け金に昇進した。
1623年（仁祖1）3月に戻って語義に任命された。 1626年（仁祖4）内医院僉正の再任命され、1627年（仁祖5年）行司果に在職中、李仁居の乱鎮圧に協力した功労で昭武原從功臣一等に叙勲された。
1631年（仁祖9）2月29日嘉善に昇進した。1633年（仁祖11年）嘉善大夫行龍驤衛副護軍、1635年（仁祖13）1月3日嘉善大夫同知中枢府事、1641年（仁祖19）内医院首医に任命された。1643年（仁祖21）4月6日司直を務めた。1645年9月に嘉義大夫行忠武衛副護軍、1648年（仁祖26）2月5日行副司直在職中に資憲大夫に昇進した。1650年（孝宗1）12月29日正憲大夫同知中枢府事などを経て、知中樞府事に至った。1651年（孝宗2）内医院首医で退いた。
京畿道広州郡樂生面大庄洞寺洞部落、現在の城南市盆唐区大庄洞山19番地の右側麓乾坐に埋められた。